# Lo que una chica por amor es capaz
«Lo que una chica por amor es capaz» es una canción de la cantante mexicana Gloria Trevi, elegida como quinto sencillo de su producción Una Rosa Blu. Fue escrita por la cantante con quince años y terminada en 2007.

## Historia
La canción fue compuesta por Gloria Trevi durante sus años de adolescencia, por lo que deja entrever un mensaje de amor puro y primerizo que durante sus anteriores producciones no había plasmado ya que continuamente hablan del desamor o las situaciones adversas. Por este motivo no había sido incluida en ninguno de sus anteriores álbumes de estudio, además la cantante no tenía la motivación para hacerlo, ya que sufría por amor en aquella época.
A finales de 2007 y con Una Rosa Blu, debido a la mejora de su situación en el ámbito artístico, y sobre todo en el campo sentimental-familiar, decide incluir esta canción con la que intenta mostrar que está nuevamente en situación de amar y ser amada, tal y como se quiere la primera vez.
Esta canción es una de las favoritas de Gloria Trevi, que ya ha pensado como sería el video promocional de la misma ya que desea ser la directora. Y comentó en una entrevista para Ritmoson Latino que es como escuchar a La Trevi con quince años. Según comentó la propia autora en una entrevista en Estados Unidos, esta canción está dedicada a la nueva generación que la sigue.
La canción incluye un sampleo de la canción Never Can Say Goodbye, éxito de The Jackson 5.

## Presentaciones en vivo
Gloria Trevi interpretó este tema a cappella en una entrevista que le hicieron en Estudio Billboard, delante del público presente y la conductora Leila Cobo. Este programa fue transmitido por la cadena norteamericana V-Me, el 18 de diciembre de 2007. Más tarde la cantó en sus magno conciertos en la Arena Monterrey y Auditorio Nacional.
El 27 de septiembre de 2009 se presentó en el programa Vive el sueño de Univision, interpretando este nuevo éxito, en vivo.

## Promoción y recepción
El quinto sencillo de Una Rosa Blu fue lanzado a principios de julio de 2009, para seguir promocionando el exitoso disco. Consiguió colocarse entre los diez primeros a nivel nacional a principios del mes de agosto del mismo año así como también lo hizo a nivel pop, según Monitor Latino, México.
Ya iniciado septiembre la composición de Gloria Trevi se colocó en la segunda posición en la categoría pop y en la tercera en la categoría general.
Como los otros sencillos, tuvo repercusión en las radios de países como Bolivia, Perú y Ecuador.

## Videoclip
En el video está basado en la historia de la canción, pero está hecho con dibujos animados, fue producido por uno de sus fanes.
Fue presentado en el programa Sin reservas de Ritmoson Latino. Nicotronick Director y productor del video tardo 3 semanas y media y realizar el guion, bocetos, story board, ilustraciones, animaciones y edición del video teniendo una atmósfera más de 40 éxitos de Gloria Trevi como escenografía para el desarrollo de la animación entre los que destacan los borregos, zapatos viejos, la calle de la amargura, jack el reprobador, como nace el universo y tu ángel de la guarda entre muchos otros.